# Gerhard Breun
Gerhard Breun (7 de Abril de 1920) foi um comandante de U-Boot que serviu na Kriegsmarine durante a Segunda Guerra Mundial.

## Carreira militar
Gerhard Breun iniciou a sua carreira militar ao ingressar na marinha de guerra alemã no ano de 1940. Comissionou e assumiu o comando do U-2358 da classe XXIII no dia 16 de janeiro de 1945. Foram abertos buracos no casco do U-Boot para afundar na Baía de Gelting no dia 5 de maio de 1945.

### Patentes
| Oberleutnant zur See | 1 de março de 1944 |

### Condecorações
| Cruz de Ferro 2ª Classe            | 1940               |
| Distintivo de Guerra Caça Minas    | 1941               |
| Distintivo de Guerra U-Boot (1939) | 14 de maio de 1943 |
| Cruz de Ferro 1ª Classe            | outubro de 1943    |